# Arthur Långfors
Arthur Isak Edvard Långfors (* 12. Januar 1881 in Rauma; † 20. Oktober 1959 in Helsinki) war ein finnischer Romanist, Hochschulrektor und Diplomat.

## Leben und Werke
Arthur Långfors ging in Turku zur Schule und studierte in Helsinki bei Werner Söderhjelm, in Paris bei Gaston Paris, Paul Meyer und Joseph Bédier, sowie in Florenz bei Pio Rajna. 1907 promovierte er mit der Herausgabe von Li Regres Nostre Dame de Huon de Cambrai (Helsinki 1907) und lehrte ab 1908 an der Universität Helsinki. Eine diplomatische Laufbahn führte ihn ab 1918 nach Madrid und von 1920 bis 1925 nach Paris, wo er bei Alfred Jeanroy auch philologisch tätig war. Von 1925 bis 1929 war er an der Universität  Helsinki außerordentlicher Professor für Romanische Philologie, von 1929 bis 1951 Ordinarius (als Nachfolger von Axel Wallensköld), daneben Dekan von 1932 bis 1935, Prorektor von 1943 bis 1945 und Rektor von 1945 bis 1950.

Långfors war Mitglied der Finnischen Akademie der Wissenschaften (1920), der Académie des Inscriptions et Belles-Lettres in Paris (1947) und (als Nachfolger von Emanuel Walberg) der Académie royale de langue et de littérature françaises de Belgique (1952), ferner der Accademia di Udine und der Mediaeval Academy of America. Seit 1954 war er korrespondierendes Mitglied des Institut d’Estudis Catalans. Er war Ehrendoktor der Universitäten Paris, Oslo und Glasgow.

## Weitere Werke
- (Hrsg. mit Werner Söderhjelm) La vie de saint Quentin, par Huon le Roi, de Cambrai, Helsinki 1909
- (Hrsg.) Le vair palefroi par Huon le Roi, Paris 1912, 1983
- (Hrsg.) Huon le Roi, de Cambrai: Œuvres, Paris 1913
- (Hrsg.) Le troubadour Guilhem de Cabestanh, Paris 1914, 1924
- (Hrsg.) Le roman de Fauvel par Gervais du Bus, Paris 1914-1919, New York 1968
- Les incipit des poèmes français antérieurs au XVIe siècle, Paris 1917, Genf 1977
- (Hrsg. mit Alfred Jeanroy) Chansons satiriques et bachiques du XIIIe siècle, Paris 1921, 1974
- (Hrsg.) Recueil général des jeux-partis français, Paris 1926
- (Hrsg. mit Edward Järnström) Recueil de chansons pieuses du XIIIe siècle, Helsinki 1927
- (Hrsg.) Miracles de Gautier de Coinci, extraits du manuscrit de l'Ermitage, Helsinki 1937
- (Hrsg.) Deux recueils de sottes chansons, Helsinki 1945, Genf 1977